# Colombres (Ribadedeva)
Colombres ist eines von 3 Parroquias in der Gemeinde Ribadedeva der autonomen Region Asturien in Spanien.
 Die 1385 Einwohner (2011) leben in 3 Dörfern. Colombres ist auch der Verwaltungssitz der Gemeinde Ribadedeva am Rio Deva.

## Sehenswertes
- Kirche Santa María in Colombres
- Kloster Monasterio de Tina
- Einsiedelei Ermita del Santo Cristo del Bao aus dem 12. und 13. Jahrhundert.
- Quinta Guadalupe, Sitz des Archivo de Indianos[1]

## Feste und Feiern
- 3. März, San Emeterio o Santumedé in Pimiango
- Juli, Festival Folclórico – Feria Artesanía in Colombres
- 16. Juli, El Carmen in Bustio
- 2. August, Los Ángeles in Franca
- 15. August, La Asunción in Colombres
- 16. August, San Roque Pimiango
- erstes Wochenende nach dem 15. August, La Sacramental in Colombres[2]

## Dörfer und Weiler im Parroquia
- Bustio (Bustiu) – 203 Einwohner 2011 43° 22′ 34″ N, 4° 31′ 15″ W
- Colombres – 891 Einwohner 2011 43° 22′ 30″ N, 4° 32′ 25″ W
- Pimiango (Pimiangu) – 107 Einwohner 2011 43° 23′ 16″ N, 4° 32′ 30″ W
- La Franca – 184 Einwohner 2011 43° 23′ 8″ N, 4° 34′ 20″ W